# Savannenralle

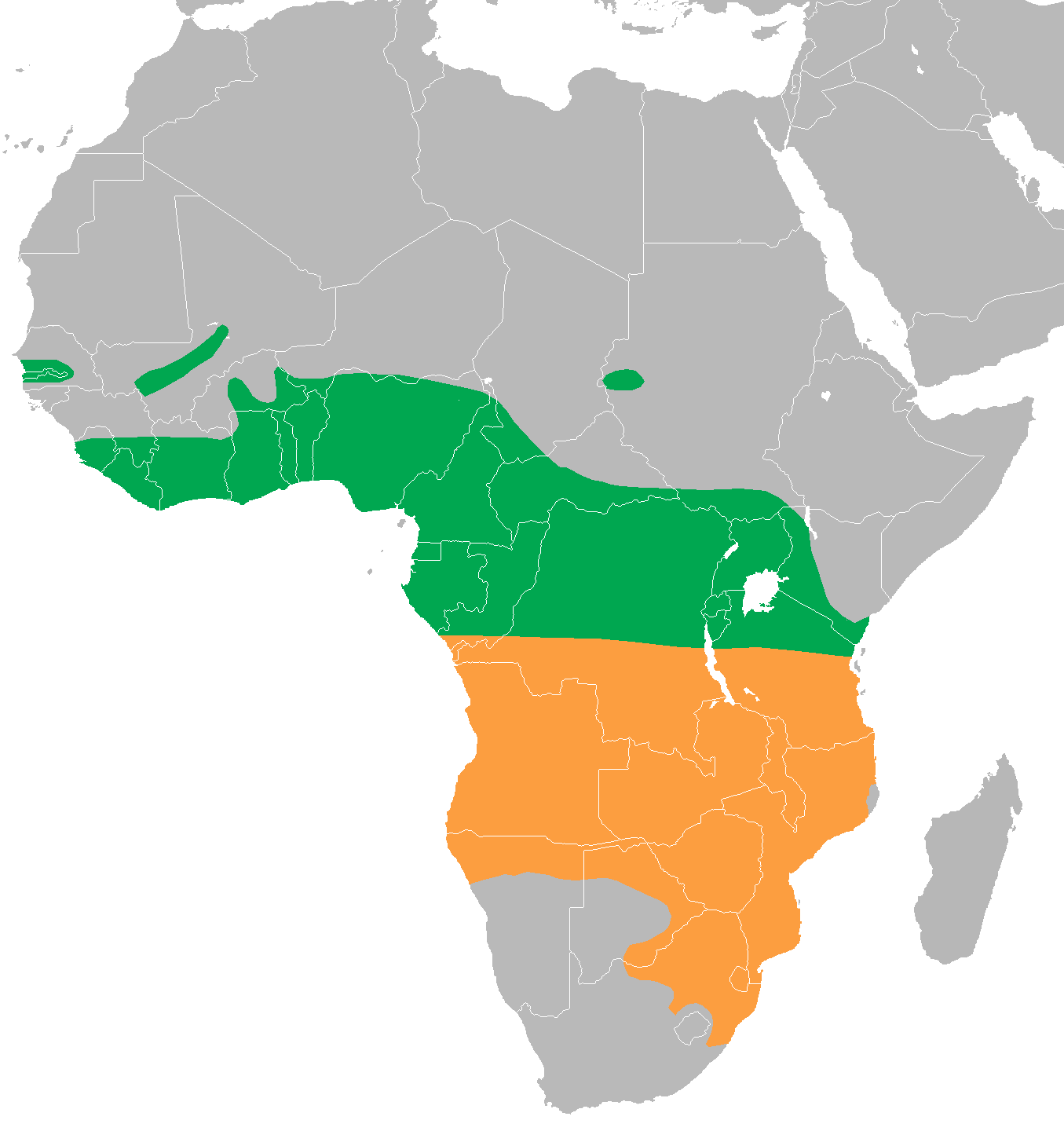
Orientierende Verteilungskarte ORANGE: Brutvogel im Sommer, GRÜN: Jahresvogel

Die Savannenralle (Crecopsis egregia, Syn.: Ortygometra egregia, Crex egregia, Porzana egregia), auch Steppenralle oder Steppensumpfhuhn genannt, zählt innerhalb der Familie der Rallen (Rallidae) zur monotypischen Gattung Crecopsis.
Das Artepitheton kommt von lateinisch egregius ‚außerordentlich, hervorragend‘.

## Merkmale
Die Savannenralle ist 20–23 cm groß und 121–141 g schwer, die Spannweite beträgt 40–42 cm. Die Weibchen sind etwas kleiner.
Die Oberseite ist braun gesprenkelt, der Kopf mit schmalem Überaugenstreif, die Ohrdecken, Brust und Beine sind grau, Flanken und Bauch sind schwarz-weiß quergestreift. Der grünlich-graue Schnabel hat eine orange-rote Basis. Der Jungvogel ist blasser mit weniger deutlichem Überaugenstreif, Schnabel, Ohrdecken und Kehle sind braun.

## Verbreitung und Lebensraum
Die Savannenralle kommt südlich der Sahara bevorzugt im feuchten oder sumpfigen Grasland von Meereshöhe bis 2000 m vor.

## Ernährung
Sie ernährt sich von Regenwürmern, Weichtieren, Insekten und Larven von Termiten, Ameisen, Käfern und Heuschrecken sowie von Fröschen.

## Fortpflanzung
Gebrütet wird während der Regenzeit, im Senegal im Juli, in Sierra Leone zwischen Juni und August, in Ghana im April, in Nigeria zwischen Juli und September,
sowie im Süden Tansanias zwischen Oktober und Mai.

## Gefährdungssituation
Die Savannenralle gilt als nicht gefährdet (Least Concern).